# 施塔莱尔
施塔莱尔是奥地利福拉尔贝格州布卢登茨县的一个市镇。总面积1.66平方公里，总人口266人，人口密度160.2人/平方公里（2005年）。